# Phyllanthus mindorensis
Phyllanthus mindorensis är en emblikaväxtart som beskrevs av Charles Budd Robinson. Phyllanthus mindorensis ingår i släktet Phyllanthus och familjen emblikaväxter. Inga underarter finns listade i Catalogue of Life.